# Analogie (droit)
Pour les articles homonymes, voir analogie (homonymie).
Une analogie en droit est un moyen de combler les lacunes de la loi, nécessaire aux fins de l'exécution.
Le législateur utilise également l'analogie s'il exige une application correspondante ou analogue d'une norme. C'est méthodologiquement mais alors pas de formation juridique par analogie, mais une application du droit.
Le raisonnement a pari est utilisé en droit. Par exemple, si une loi précise que le temps que mettent les mineurs pour se doucher fait partie du temps de travail, a pari, on pourra arguer que le temps que mettent les comédiens pour se maquiller et se démaquiller fait également partie du temps de travail.
Le développement de l'argument se fait en citant au moins un cas semblable au cas qui nous intéresse, et en précisant la façon dont on a traité le premier, en demandant que l'on traite le cas courant de la même façon,.
La réfutation se fait en prouvant que les cas sont différents ; ou bien, en montrant que les traitements sont déjà similaires, malgré les apparences.

## Sources
- Elmar Bund: Juristische Logik und Argumentation. 1983.  (ISBN 3793090280).
- Arthur Kaufmann: Analogie und Natur der Sache. 2. Auflage. 1982.
- Ferrando Mantovani, Diritto Penale, Padova, Cedam, 1992.  (ISBN 8813174667).